# Чжунъюань
Чжунъюа́нь (кит. упр. 中原, пиньинь Zhōngyuán, буквально: «Центральный район») — район городского подчинения городского округа Чжэнчжоу провинции Хэнань (КНР).

## История
С 1913 года эти места входили в состав уезда Чжэнсянь (郑县). В 1948 году было произведено разграничение: урбанизированная территория уезда была выделена в город Чжэнчжоу, а в составе уезда осталась только сельская местность. Территория города была разделена на четыре района. В 1955 году район № 3 был переименован в район Цзяньшэ (建设区). В 1961 году район Цзяньшэ был переименован в район Чжунъюань.

## Административное деление
Район делится на 11 уличных комитетов, 1 посёлок и 1 волость.